# Dendrímero
Dendrímeros (do grego: dendrón, "árvore") são macromoléculas sintéticas altamente ramificadas formadas por um núcleo. Também são conhecidos como moléculas em cascata ou arboróis. Foram descobertos por acidente em 1979 pela equipe de investigação liderada por Donald Tomalia, durante alguns anos foram vistos apenas como sendo curiosidades químicas, porém, à medida que começaram a ser investigados as primeiras aplicações foram sendo descobertas, lentamente no princípio, mas depois cada vez com mais agilidade. Entretanto, já foi sintetizada uma grande variedade de dendrímeros, mudando-se as ramificações, o núcleo e os grupos finais. Podemos agora encontrar dendrímeros mais representativos em catálogo, como os fenoximetil (metilhidrazona) (PMMH) e os poli (amido aminas) (PAMAM). Em função do conhecimento que estes tipos de compostos tem dado, existem no momento vários artigos de revisão que dão um resumo de todo o campo da química dos dendrímeros.

## Considerações gerais
Dendrímeros são moléculas construídas através de crescimento radial, às camadas, de forma repetitiva, a partir de um núcleo polifuncionalizado, sendo o número de unidades de monômeros incorporado a cada camada sucessivamente dobrado ou triplicado em relação ao do ciclo anterior. A estrutura dendrítica resultante é altamente ramificada e com um grande número de grupamentos funcionais na superfície.
A molécula gerada na primeira série de reações é denominada dendrímero de primeira geração, quando acrescida de mais uma camada através de uma segunda série de reações, dendrímero de segunda geração, e assim por diante, como exemplificado com o dendrímero PAMAM.
A cada geração, o tamanho da molécula aumenta rapidamente e moléculas que possuem alto peso molecular são preparadas com algumas etapas a mais. O congestionamento na superfície limita o crescimento do dendrímero impedindo a introdução de novos grupamentos.
Uma característica dos polímeros dendríticos que pode ser vista como uma vantagem importante em relação aos polímeros convencionais é a estreita faixa de peso molecular conseguida na sua preparação. Dendrímeros até a geração de ordem 10 foram sintetizados com pesos moleculares com variação de 106 Da. Dependendo da estratégia de síntese, dendrímeros de peso molecular em torno de 20 KDa podem ser preparados como uma única macromolécula.
Geralmente dendrímeros até a terceira geração se encontram em estado sólido, como cristais ou sólidos amorfos, enquanto dendrímeros maiores são líquidos viscosos ou vidros, dependendo principalmente do tipo e número de grupamentos terminais. A solubilidade também depende dos mesmos fatores, estando ainda relacionada com as características do núcleo e do ambiente interior do dendrímero.

## Síntese
Duas estratégias de síntese foram desenvolvidas: o método convergente e o método divergente.

### Método divergente
No método divergente os dendrímeros são construídos a partir de um núcleo para a periferia. Se, em um determinado ciclo, um número x de grupos reativos da periferia do dendrímero reage com x unidades de monômeros para adicionar uma camada, no próximo ciclo, 2x ou 3x centros reativos estarão disponíveis, dependendo da multiplicidade de ramificações do monômero. Assim, a cada geração, o número de reações para preparar uma nova camada aumenta.

### Método convergente
O método convergente constrói o polímero da periferia para o núcleo. Isto faz com que o número de reações de acoplamento necessárias para adicionar uma nova geração, usualmente 2 ou 3, seja constante, reduzindo drasticamente a quantidade de produtos indesejáveis. Os polímeros preparados por este método são mais homogêneos do que os preparados pelo método divergente, que acumulam defeitos estruturais em gerações mais altas. A principal desvantagem deste método é estar limitado à preparação de polímeros de baixa ordem de geração, pois quando os dendróns são muito grandes a reação no núcleo fica tão congestionada que os rendimentos caem abruptamente.
Diferentemente de polímeros lineares, que geralmente adotam uma forma enovelada aleatória, a estrutura tridimensional dos dendrímeros é melhor definida, contando com um núcleo central com ramificações que se irradiam para uma superfície periférica. Dendrímeros tendem a existir em uma forma elipsoidal quando em baixas ordens de geração. À medida que novas camadas são adicionadas, adotam uma nova estrutura tridimensional esférica que lembra aquela das proteínas globulares e, semelhantemente ao reconhecimento molecular nas proteínas, podem ocorrer na periferia ou no interior dos dendrímeros as interações com outras moléculas.
Dendrímeros podem ser preparados com formato e tamanho bastante uniformes e o que é mais importante, permitindo um número grande de grupos funcionais por unidade de área da superfície do dendrímero, podendo ter um número de grupamentos funcionais por unidade de volume molecular maior se comparado com outro polímero que tenha o mesmo peso molecular.
Pode ser controlada a química da superfície dos dendrímeros selecionando uma molécula com a reatividade desejada como unidade para compor a última camada, ou modificando todas ou uma parte das unidades terminais para criar nova funcionalidade na superfície. Estas superfícies podem ser preparadas, por exemplo, para interagirem com alvos específicos ou para resistirem à absorção por determinados órgãos ou células. Os grupos periféricos dos dendrímeros são chamados de exo-receptores e os grupos do interior dos dendrímeros são nomeados de endo-receptores.
Os dendrímeros podem funcionar como um endo-receptor unimolecular comportando-se semelhantemente a micelas inversas ou regulares, ou lipossomas. A diferença está em que os componentes da micela, neste caso, estão covalentemente fixados em uma estrutura micelar única, robusta, se comparada à natureza do equilíbrio dinâmico das micelas. Esta diferença é uma vantagem importante para o uso destes micro-domínios em funções de encapsulamento.
Em eletroforese capilar, utilizados como pseudo fase estacionária, viabilizam a realização das análises em qualquer proporção de misturas organo-aquosas, principalmente quando grandes quantidades de modificadores orgânicos se torna necessário, situação na qual micelas normais seriam destruídas.
Além disso, os dendrímeros podem estar ligados entre si de várias formas criando meios polidendrídicos auto-organizáveis que atuam como nano-estruturas. Altamente propensos a formarem agregados com uma grande variedade de polímeros biológicos (por exemplo, DNA, proteínas, entre outros) vêem sendo estudados como materiais artificiais para transferência de genes e ferramentas moleculares multi-ligantes.
Os dendrímeros podem ser projetados de forma a atender os mais diversos propósitos. Sintetizados com a camada externa, composta por carboidratos ou totalmente composto por carboidratos, por exemplo, foram utilizados como modelos para o estudo de interações do tipo glicosídeo/lecitina, fundamentais em biologia, pois intermediam numerosos processos importantes como reconhecimento e adesão celular.
Com um interior hidrofóbico e poli-hidroxilados na superfície, altamente solúveis em meio aquoso, sua utilização tem sido perquisada para facilitar o acesso de drogas lipossolúveis a centros específicos de ação.
Filmes orgânicos preparados a partir de interação entre estruturas dendriméricas e um copolímero reativo covalentemente fixado a uma superfície de vidro ou metálica, encontram importante aplicação na química de adesivos, passivação de corrosão ou na produção de componentes eletrônicos. Os filmes obtidos são densamente funcionalizados, semi-organizados e podem ser facilmente modificados.
Desde a primeira publicação em 1978 (Vogtle), muitos dendrímeros de diferentes classes têm sido preparados, mas apenas dendrímeros de duas famílias, poli (amido aminas) (PAMAM) e poli (propileno iminas), encontram-se disponíveis para comercialização.

## Aplicações

### Captadores seletivos
Devido ao controle preciso que se consegue ter sobre a funcionalidade, tamanho e a flexibilidade de dendrímeros, espera-se que seja possível construir um dendrímero capaz de selecionar, com alta seletividade, as moléculas de interesse.
Na área de seleção molecular, os primeiros passos foram dados pelo grupo de investigação de Meijer através da caixa dendritica, um dendrímero de poli(propileno imina) onde foram encapsulados compostos como o ácido p-nitrobenzóico e a Rosa De Bengala.
Existem outras formas de desenvolvimento da caixa dentrítica, como por exemplo, controlar o transporte de massa de moléculas pelo uso de dendrímeros como filtros nanoscópicos. Para tal foram encapsuladas, no interior de dendrímeros PAMAM de alta geração, nanopartículas de paládio para verificação da hidrogenação de alcenos. A ideia que existe por trás desse estudo é que só podem penetrar no dendrímero as moléculas de menor volume (os alcenos têm volume menor do que os respectivos alcanos), encontrando assim o catalisador e reagindo para dar o alcano correspondente.

### Sistemas foto-ativos
Já foi demonstrado que se pode fazer uso dos materiais orgânicos como as camadas emissoras de luz em LED's (Light Emiting Device). No entanto, devem ser solucionados diversos problemas na emissão dos compostos antes de poder tê-los como LED's comerciais, tais como apenas a emissão das cores necessárias (principalmente o vermelho e o azul), a optimização da eficiência cromofórica juntamente com as propriedades de processamento e a extensão do tempo de vida do sistema. Alguns dos problemas citados têm sido resolvidos com recurso a dendrímeros, em que se pode ter um alto grau de controle do fluxo de energia absorvida através de um controle sintético rigoroso. A utilização de dendrímeros em diodos emissores de luz já se encontra patenteado por Samuel e colaboradores.
Foi desenvolvido um sistema foto-ativo diferente de forma a aproveitar as mudanças de conformação de azobenzenos através de irradiação no interior e na periferia de dendrímeros. Estas mudanças permitem que, com azobenzenos como grupos terminais, os dendrímeros com moléculas possam ser encerrados no seu interior (para transferências se efetuarem). Verifica-se um efeito de antena, com azobenzeno no interior, em que a energia total absorvida pelo exterior do dendrímero pode ser transferida para a unidade azobenzeno central, por ligações covalentes.

### Cosmética
Atualmente no campo da cosmética, existem empresas que fazem utilização de compostos já conhecidos associados a dendrímeros de alta geração, de modo a ter a concentração local destes compostos maximizada sem aumentar a viscosidade da solução. Constituintes de batom, tal como autobronzeadores, tratamento para o cabelo da Wella e da Unilever Home & Personal e creme antirrugas da L'oreal já se encontram patenteados.

### Área biomédicaebiotecnológica
Provavelmente a área com maior registro de desenvolvimentos no uso de dendrímeros são as ciências farmacêuticas, em especial, a área da química farmacêutica. Este fato deve-se a fármacos considerados instáveis em grande quantidade poderem ser incorporados em estruturas maiores, capazes de lhes conferir melhorias nas características farmacocinéticas, como melhor absorção, distribuição (por exemplo maior facilidade para cruzar a barreira hematocefálica ou outras membranas biológicas, permitindo que uma maior porcentagem do fármaco chegue aos tecidos de interesse), estabilidade em meio biológico, solubilidade em fluidos corporais mais satisfatória e etc. Assim, existem estudos sobre os fármacos a serem entregues através de transportadores macromoleculares, como estruturas dendriticas (poliamido-poliaminas) com grupos funcionais que podem se ligar a agentes antineoplásicos, apresentando assim, maior eficiência do medicamento, menor toxicidade, alta capacidade de entrega, boa solubilidade aquosa e boa atividade antitumoral. Existem ainda ous dendrímeros poli(amidoamina) com atividade antiviral contra o vírus da imunodeficiência humana (HIV), o causador da síndrome da imunodeficiência adquirida (AIDS/SIDA). Os dendrímeros poli(amidoamina) complexados com prata para tratamento antimicrobiano em queimaduras são um tipo diferente de transportadores. Estes tipos de dendrímeros permitem uma alta e localizada concentração de prata, que é capaz de destruir os microorganismos, mas sem danificar as células. Na área biomédica, a Ressonância Magnética Nuclear (RMN) é um método utilizado para fins de diagnóstico, com especial apetência para a visualização de vasos sanguíneos, órgãos e tecidos moles. Quando é preciso ser utilizado um meio de contraste, este geralmente é o sal de gadolínio, que é administrado por via intravenosa. Porém por ser um composto de baixo peso molecular, sua tendência é ir para as zonas extravenosas, o que dificulta a visualização de vasos sanguíneos. Além da visualização de estruturas vasculares, a RMN com contraste de gadolínio também permite detectar, no fígado, micrometástases tumorais com dimensões da ordem dos 0,3 mm. Existem no entanto novos desenvolvimentos em agentes de contraste, tal como os dendrímeros de cianinas.
Além disso, os dendrímeros estão começando a ganhar representação por meio de estudos em genética, onde podem ser utilizados como transportadores macromoleculares para remoção de DNA de células e posterior utilização do complexo dendrímero-DNA para terapia genética
Há ainda a utilização patentiada dessas macromoléculas em métodos de esterilização. Associado a outros métodos mais tradicionais, este pretende alterar a conformação de uma proteína com a utilização de um dendrímero policatiônico, para torná-la não infecciosa.

### Outras Aplicações
É fato que os dendrímeros são estruturas moleculares muito versáteis. Isso se evidencia quando notamos a grande relevância de seu papel nas mais diversas técnicas, métodos, produtos, estudos e tecnologia de ponta da nossa sociedade. Como exemplo, podemos citar a sua aplicação na composição de tintas de secagem rápida para impressão em superfícies de vidro que apresentem alguma condensação úmida.

## Nanocompósitos
Os nanocompósitos são materiais híbridos em que um dos componentes tem dimensões nanométricas. Da mesma forma que acontece nos compósitos tradicionais, um dos componentes serve de matriz polimérica, reforçada com um mineral, como zeolita, argila, sílica, entre outros. Na qual as partículas do segundo material se encontram dispersas. Um nanocompósito pode ser formado entre duas fases inorgânicas, duas fases orgânicas ou entre uma fase orgânica e outra inorgânica.
Nanocompósitos silicato/polímero são compósitos com matrizes poliméricas que possuem silicatos como carga, estando as partículas desses silicatos embebidas na matriz polimérica e as partículas tendo ao menos uma dimensão da ordem de nanômetros. Os nanocompósitos silicato/polímero normalmente são classificados de acordo com suas estruturas, em três grupos: fases separadas, intercalada e esfoliada.
Os nanocompósitos possuem uma série de características que acabam diferenciando-os de outros compósitos, como, interface difusa entre a fase orgânica e a inorgânica; podem ser usados para fabricação de recobrimento, fibras; apresentam capacidade de reforço de matrizes poliméricas que são superior à de agentes de reforço tradicionais para concentrações baixas de material inorgânico.
Os nanocompósitos podem ser fabricados de várias formas, entre elas: precipitação de nanopartículas em gel polimérico, combinação de polímeros ou copolímeros funcionalizados com grupos alcoxissilanos e a rede inorgânica, combinação de polímeros dissolvidos com uma rede inorgânica preparada através da policondensação de alcóxidos metálicos, impregnação de matrizes inorgânicas porosas com monômeros ou oligômeros, polimerização simultânea de alcóxidos e monômeros, etc.

### Aplicações de Nanocompósitos
Os nanocompósitos possuem aplicações em variadas áreas, como por exemplo, na área de microinformática com enfoque no desenvolvimento de microchips, na área médica (vários materiais para implante), na área farmacêutica com o intuito de preparar nanocompósitos a base de amidos ou quitosana, por exemplo, controlando assim a liberação de fármacos, na área dentária preparando materiais para recobrimento de pinos, dentes e aparelhos dentários, na automotiva (com a preparação de materiais, como por exemplo parachoques), na petroquímica, entre outras.
Dentro dessas possíveis aplicações, também encontram-se diversas aplicações industriais, como:
• Ipiranga – produzirá nanocompósitos que possuem maior barreira contra vazamento de gases e maior resistência.
• Braskem – produzirá compósitos nanoparticulados de polietileno de ultra alta massa molar usado para fabricar tanques de combustíveis para automóveis.
• Petroquímica Triunfo – produzirá nanocompósito de copolímero EVA utilizado em embalagens, etc.

## Conclusão
Os trabalhos que têm sido realizados no área da pesquisa química em dendrímeros e nanocompósitos revela que essas moléculas têm muito a nos oferecer. Graças ao controle preciso que podemos ter sobre sua estrutura e às sua propriedades únicas podemos presumir que estas aplicações serão apenas a ponta do iceberg sobre o que está para surgir.